# 데이터 이스트가 발매한 게임 목록
다음은 데이터 이스트가 발매한 게임들 목록이다. 발매일 순서로 집계했다.

## 비디오 게임
- 락 앤 체이스
- 매드 에일리언
- 매지컬 드롭
- 선더 존
- 아스트로 파이터
- 토마호크 777
- 트레저 아일랜드
- Zoar(북미판, 카세트 시스템 버전은 미션 X)
- 버거 타임 시리즈
- 디스코 No.1
- 버닝 러버 (북미판 이름은 범브 앤 점프)
- 프로 사커
- 가라데 챔프 (일본판 이름은 공수도) - 개발원은 테크노스 저팬이, 발매는 데이터 이스트가 담당했다.
- 배틀 윙스 (B-윙스로도 알려짐)
- 자비가
- 메탈 크래쉬
- 슛 아웃
- 제로 타겟 (일본판 이름은 격추왕)
- 브레이크 쓰루 (일본판 이름은 강행돌파)
- 섀클드 (일본판 이름은 브레이우드)
- 라스트 미션
- 사이드 포켓
- 익스프레스 레이더 (세계판 이름은 웨스턴 익스프레스)
- 마경전사 (미국판 이름은 곤도매니아)
- 리얼 고스트 버스터즈
- 슈퍼 리얼 다윈
- 와룡 열전
- 카르노브
- 아토믹 러너 체르노브
- 캡틴 실버
- 포켓 걸
  - 포켓 걸 2
  - 포켓 걸 디럭스 - 유럽작품으로 1년후 일본판은 니혼 시스템이 역수입하였다.
- 로보캅
- 헤비 베럴
- 배드 듀즈 vs. 드래곤닌자 (일본판 이름은 드래곤 닌자)
- 배틀 레인저스 (일본판 이름은 나라즈모노 센토부타이 블러디 울프,미국판 이름은 블러디 울프)
- 사이크닉스 오스카
- 스타디움 히어로
- 코브라 커맨드
- 미드나잇 레지스탕스
- 다크 씰 (미국판 이름은 게이트 오브 둠)
- 크루드 버스터
- 레밍즈
- 차이나타운
- 케이브맨 닌자 (일본판 이름은 싸워라 원시인 죠 앤 맥)
  - 죠 앤 맥 리턴즈
- 텀블팝
- 다이어트 고! 고!
- 펑키 젯
- 뮤턴트 파이터 (일본판 이름은 데스 브레이드)
- 스핀 마스터
- 나이트 슬래셔즈
- 파이터즈 히스토리 시리즈
  - 파이터즈 히스토리
  - 파이터즈 히스토리 다이너마이트 (카르노브의 복수로도 알려짐, 네오지오 이식)
  - 파이터즈 히스토리 미조쿠치 위기일발
- 헤비 스매쉬
- 덩크 드림 (미국판 이름은 스트리트 슬램, 유럽판 이름은 스트리트 후프)
  - 훕스 '96 (일본판 이름은 덩크 드림 '95 )
- 수호연무
- 스타디움 히어로 96
- 알파 파이터 (헤드온으로도 알려짐)
- 메지컬 드롭 시리즈
- 통곡 그리고...
- 리바이브 ~소생 (드림캐스트용)
- 메탈 맥스
- 메탈 맥스 2
- 메탈 맥스 리턴즈
- 트리오 더 펀치